# Viaggio fatale
(Incipit di Viaggio fatale)
Viaggio fatale è il quarto libro di Kathy Reichs che racconta le avventure dell'antropologa forense Temperance Brennan, pubblicato in Italia da Rizzoli nel 2001. Il titolo originale è Fatal voyage e la traduzione è opera di Alessandra Emma Giagheddu.

## Trama
La dottoressa Brennan sta per tenere una conferenza quando viene avvisata di un disastro aereo: il volo 228 della TransSouth esplode con 88 persone a bordo, la maggior parte membri di una squadra di calcio dell'università della Georgia. Tempe, in quanto membro del DMORT, (Disaster Mortuary Operational Teams) speciale organismo che si occupa di esaminare le risultanze di una catastrofe, si reca sul posto per coordinare i primi soccorsi. Il compito dell'antropologa è proprio quello di analizzare i reperti nell'obitorio provvisorio per ricostruire i corpi e dare loro degna sepoltura. Durante le analisi del DNA la Brennan scopre un piede umano che non appartiene ai passeggeri dell'aereo.
Per scoprire la verità, decide di intraprendere un'indagine privata e le viene in aiuto il detective canadese Andrew Ryan. Dopo alcune ricerche, si scopre che il piede apparteneva ad un uomo scomparso da qualche mese e che proveniva da un villino abbandonato. Con l'aiuto del cane del suo ex-marito, Boyd, Tempe trova altre vittime nei sotterranei di quella casa con le stesse strane incisioni al femore.
Grazie alla sua determinazione, intuisce che i resti appartengono a persone uccise da un gruppo di cannibali, gli Hell Fire (letteralmente, Fiamme dell'Inferno), durante dei riti di "iniziazione". Alla fine, nonostante il tentativo di uccidere la dottoressa Brennan, lei riesce a far catturare gli assassini che vengono assicurati alla giustizia.

## Personaggi
- Temperance Brennan: protagonista ed antropologa forense;
- Andrew Ryan: tenente della Section de Crimes contre la Personne della SUQ (Sûreté du Québec).

## Narrazione
Il romanzo è narrato in prima persona dalla protagonista e vi è un intreccio tra descrizioni scientifiche delle procedure utilizzate, la narrazione degli eventi, dei contesti e dei personaggi ed infine le sensazioni e le emozioni della dottoressa.

## Edizioni
- Kathy Reichs, Viaggio fatale, traduzione di Alessandra Emma Giagheddu, Rizzoli, 2001,  pp. 459, cap. 34, ISBN 88-17-86791-8.